# Llengües mandenkà
|  | Aquest article és sobre la llengua mandenkà en el seu conjunt. Pel que fa al dialecte mandinkà, referint-se als parlars de l'extrem occidental d'aquesta llengua, vegeu mandinkà. Pel que fa al poble, vegeu mandenkà. |

El mandenkà, de vegades escrit mandingà, mandinkà, o malinké és un continu dialectal d'Àfrica occidental. Actualment els dialectes mandenkà es parlen a diferents països, com Gàmbia, Guinea, Guinea Bissau, Senegal, Mali, Sierra Leone, Libèria, Burkina Faso i Costa d'Ivori. Cal no confondre el nom donat a la llengua globalment amb els noms de molts dels dialectes que la componen.

## Classificació externa
El mandenkà forma part de les llengües mandé, concretament de les llengües mandé centrals. D'altres llengües, com les del grup mokolé (mogofin, koranko, lele i kakabe), el jogo, el vai i el kono, no són mandenkà pròpiament, però són pròximes.

## Diferents dialectes
Entre els dialectes mandenkà es troben els següents.
Dialectes occidentals
- Dialecte mandinkà occidental extrem (Gàmbia, sud del Senegal i nord-est de Guinea Bissau)
- Dialectes maningà occidentals, incloent-hi el kasongà i el jakangà (est del Senegal i oest de Mali)
- Dialectes maningà de Kita, incloent-hi el kagoro i el baguengà (centre-oest de Malí)

Dialectes orientals
- Dialectes maninkà orientals, incloent-hi els parlars de Kankan, de Sankaran i de Konya (centre-est de Guinea)
- Dialectes maninkà de Mandén i de Wassulu (est de Guinea i sud-oest de Malí)
- Dialectes bàmbara septentrionals (centre de Mali)
- Dialectes bàmbara centrals (centre-est de Mali)
- Dialectes bàmbara meridionals (sud de Mali)
- Julà vehicular (est de Mali, oest de Burkina Faso)
- Julà vehicular de Costa d'Ivori (Costa d'Ivori)
- Julà de Kong (nord-est de Costa d'Ivori)
- Parlars de Costa d'Ivori, com el maninkà de Wojené, el mauka i el kojaga (nord-oest de Costa d'Ivori)
- Dialecte marakà (sud-est de Malí) i parlars dàfing (oest de Burkina Faso)
- Bolon

Altres llengües, com les del grup mokolé (mogofin, koranko, lele i kakabé), el jogo, el vai i el kono, no són mandenkà pròpiament, però en són molt properes.

## Escriptura
- Tot i ser una llengua eminentment oral, és a dir, sense tradició escrita, es va arribar a escriure utilitzant l'alfabet àrab amb algunes modificacions.

| Àrab  | ا           | ع                | ب    | ت | ط | ض | ج    | ه | ح | خ | د | ر | س | ش      | ص | ث | ظ | ڢ | ل | م | ن       | و | ي | ك    | لا |
| Llatí | ('), aa, ee | (', amb madda ŋ) | b, p | t | t | t | c, j | h | h |   | d | r | s | s (sh) | s | s | s | f | l | m | n, ñ, ŋ | w | y | k, g | la |

- Posteriorment es va utilitzar l'alfabet N'ko, creat el 1949 per a ser usat en tots els parlars mandenkà.

- En una zona reduïda s'utilitzà l'alfabet masaba per escriure el dialecte bàmbara masasi.

- Actualment l'alfabet llatí amb caràcters especials és el més utilitzat.

- Les vocals són a, ɛ, e, i, ɔ, o, u, tot i que el dialectes occidentals només en tenen 5 (a, e, i, o, u). Les vocals poden ser llargues i aleshores s'escriuen repetides. Algunes paraules canvien de significat depenent si es pronuncien amb vocal llarga o curta.

- La c és pronunciada com el dígraf tx català a ‘cotxe’. La lletra ŋ es pronuncia ng i la ñ o ɲ com ny.

## Característiques
És una llengua aglutinant i SOV. És una llengua tonal que presenta principalment dos tons: alt i baix, una modulació ascendent i una altra descendent, encara que les varietats del mandinkà parlades a Gàmbia i el Senegal poden perdre l'accent tonal degut a la proximitat amb llengües veïnes no tonals com el wòlof.

## Variació en el vocabulari dels parlars mandenkà
El mandenkà és una llengua eminentment oral, és a dir, sense tradició escrita. Les diferències fonamentals entre els parlars es troben en els sons consonàntics, en els sons vocàlics, en la sintaxi (formació de frases) i, en menor mesura, en el lèxic (vocabulari). A més de les diferències degudes a la diversitat geogràfica i a l'evolució de la llengua, altres diferències es deuen a la situació geopolítica: un parlant d'un país colonitzat per França utilitzarà termes prestats del francès, mentre que un altre d'un país colonitzat pels britànics farà el mateix amb paraules d'origen anglès. Per exemple, liburu (< fr. livre) = buku (< en. book) = kitabu (< àr. كتاب, kitab) = gafe, kafa (en mandenkà).
Directament de l'àrab ve la salutació mandinga: Salaamalekum (‘la pau sigui amb tu’) i moltes altres paraules de la vida religiosa, ja que l'islam és majoritari entre els seus parlants.

## Situació actual
Segons Linguamón – Casa de les Llengües, la llengua mandenkà en el seu conjunt és parlada per aproximadament 15 milions de persones dels països de l'Àfrica Occidental, deu milions dels quals ho fan com a primera llengua i la resta, com a segona. Els països amb més parlants del mandenkà són Mali (diverses varietats de maningà occidental, varietats de maninkà oriental, varietats de maningà de Kita, varietats de bàmbara, etc: 4 milions), Guinea (varietats de maninkà oriental: Kankan, Sankaran, Konya, etc: 2,6 milions), Burkina Faso (1,3 milions), Senegal, Costa d'Ivori, Gàmbia i Guinea Bissau.
No és llengua oficial a cap regió, tot i que el mandinga té alguna mena de reconeixement legal al Senegal i a Burkina Faso, on té una certa presència a l'ensenyament. A Mali, Guinea i Costa d'Ivori té protecció segons la llei però és molt relegada a la pràctica.

## Origen i expansió de la llengua mandenkà
El centre original de la llengua mandenkà és la regió de Mandén, una zona de pujols a la vora del riu Níger, que es troba repartida entre els actuals països de Guinea Conakri i Mali. Aquesta llengua va experimentar una considerable expansió gràcies al poder de l'Imperi de Mandén, mandenkà o de Mali, des del s. XIII. Mandén era pronunciat Malí pels fulbé, i mandenkà, malinké.